# 安·穆尔
安·穆尔（英語：Ann Moore，1950年8月20日—），英国女子马术运动员。她曾代表英国参加1972年夏季奥林匹克运动会马术比赛，获得个人场地障碍赛银牌和团体场地障碍赛第四名。